# Reichsministerium für Volksaufklärung und Propaganda

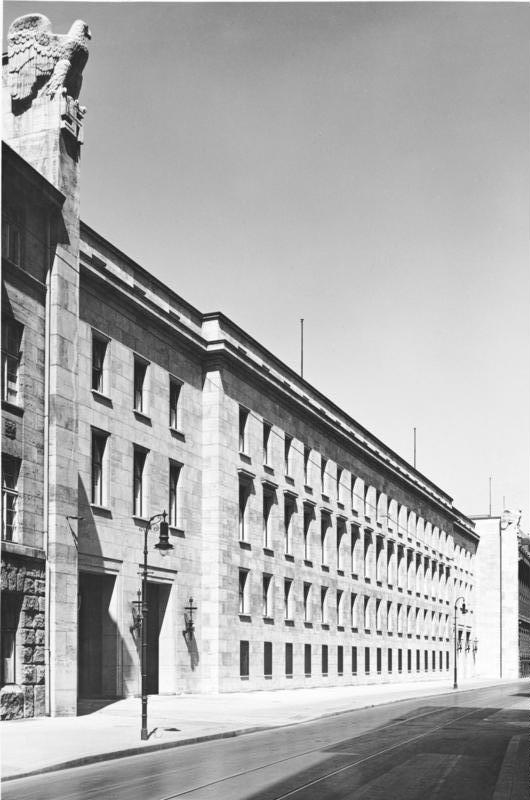
Mauerstraße 45–52 in Berlin-Mitte: Ostfassade des Reichsministeriums für Volksaufklärung und Propaganda, 1939

Das Reichsministerium für Volksaufklärung und Propaganda (RMVP) war im  nationalsozialistischen Deutschen Reich für die inhaltliche Lenkung der Presse, der Literatur, der Bildenden Kunst, des Films, des Theaters, der Musik und des Rundfunks zuständig.
Das Ministerium wurde kurz nach der „Machtergreifung“ der  Nationalsozialisten als zentrale Institution der NS-Propaganda neu geschaffen. Es stand im Kabinett Hitler unter der Leitung von Propagandaminister Joseph Goebbels, der über sein Ressort sowie über die im Herbst 1933 errichtete Reichskulturkammer die Kontrolle über alle deutschen Massenmedien und die Kulturschaffenden ausübte.

## Gründung und Aufgaben

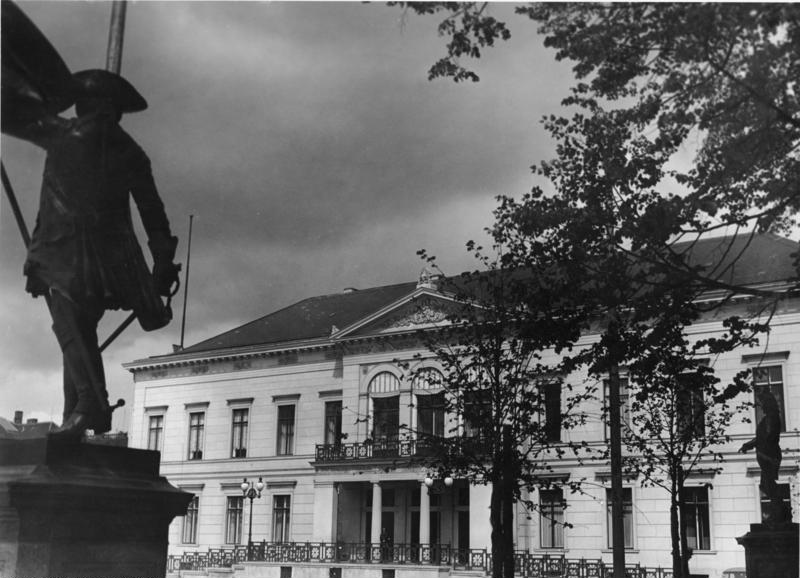
Das Prinz-Karl-Palais an der Nordseite des Wilhelmplatzes, Dienstsitz von Propagandaminister Joseph Goebbels; im Vordergrund das Denkmal des Grafen von Schwerin, 1936

Kurz nach der Reichstagswahl März 1933 präsentierte Hitler seinem Kabinett am 11. März eine Beschlussvorlage zur Einrichtung des Ministeriums. Trotz der Skepsis einiger nicht-nationalsozialistischer Minister setzte er sich damit durch. Am 13. März 1933 verfügte der Reichspräsident Hindenburg per Erlass die Errichtung eines Reichsministeriums für Volksaufklärung und Propaganda. Der Terminus Propaganda (von lateinisch propagare ‚weiter ausbreiten, ausbreiten, verbreiten‘) wurde zur Zeit der Gründung wertneutral verwendet. Die Bedeutung des Ministeriumsnamens kann aufgrund seines Kompetenzzuschnitts (beispielsweise keine Kultusangelegenheiten) heute etwa im Sinne „für Kultur, Medien und Öffentlichkeitsarbeit“ aufgefasst werden, wobei die Grenze zwischen Werbung („Reklame“) und Öffentlichkeitsarbeit schon damals fließend war und Goebbels sich um eine Abgrenzung im eigenen Sinne bemühte. Dennoch implizierte der Begriff damals die Verharmlosung der tatsächlich beabsichtigten Manipulation und Zensur und wandelte sich erst durch den Missbrauch im Nationalsozialismus abwertend, vgl. Propaganda, Abschnitt Bedeutungsgeschichte. Das Ministerium bezog das Prinz-Karl-Palais am Wilhelmplatz 8/9 in Berlin, das bereits von der nun eingegliederten „Vereinigten Presseabteilung der Reichsregierung“ genutzt wurde. Am 25. März 1933 erläuterte Joseph Goebbels vor Intendanten und Direktoren der Rundfunkgesellschaften die zukünftige Funktion des Propagandaministeriums mit den Worten:

„Das Ministerium hat die Aufgabe, in Deutschland eine geistige Mobilmachung zu vollziehen. Es ist also auf dem Gebiet des Geistes dasselbe, was das Wehrministerium auf dem Gebiet der Wache ist. […] die geistige Mobilmachung [ist] ebenso nötig, vielleicht noch nötiger als die materielle Wehrhaftmachung des Volkes.“

Damit hatte Goebbels offen erklärt, dass sein Ministerium der psychologischen Vorbereitung der deutschen Bevölkerung auf den geplanten Krieg diente.
Ab dem Frühjahr 1933 wurde der Komplex umfangreich ausgebaut. Dabei wurde die benachbarte US-Botschaft im Kleisthaus baulich einbezogen. Ab 1937 bezogen der US-Botschafter und die Minister Goebbels und Todt den gemeinsamen Komplex Goebbels’sche Dienstvilla – US-Botschaft im Palais Blücher am Pariser Platz 2/3.
Das Ministerium war völlig auf die Person von Joseph Goebbels, unter anderem seit April 1930 Reichspropagandaleiter der NSDAP, zugeschnitten. Per Verordnung vom 30. Juni 1933 gingen zahlreiche Geschäftsbereiche anderer Ministerien in den Aufgabenbereich des neuen Ministeriums über. Die Aufgaben des Ministeriums werden in einer Verordnung Adolf Hitlers vom 30. Juni 1933 wie folgt beschrieben:

„Der Reichsminister für Volksaufklärung und Propaganda ist zuständig für alle Aufgaben der geistigen Einwirkung auf die Nation, der Werbung für Staat, Kultur und Wirtschaft, der Unterrichtung der in- und ausländischen Öffentlichkeit über sie und der Verwaltung aller diesen Zwecken dienenden Einrichtungen.“

## Struktur des RMVP

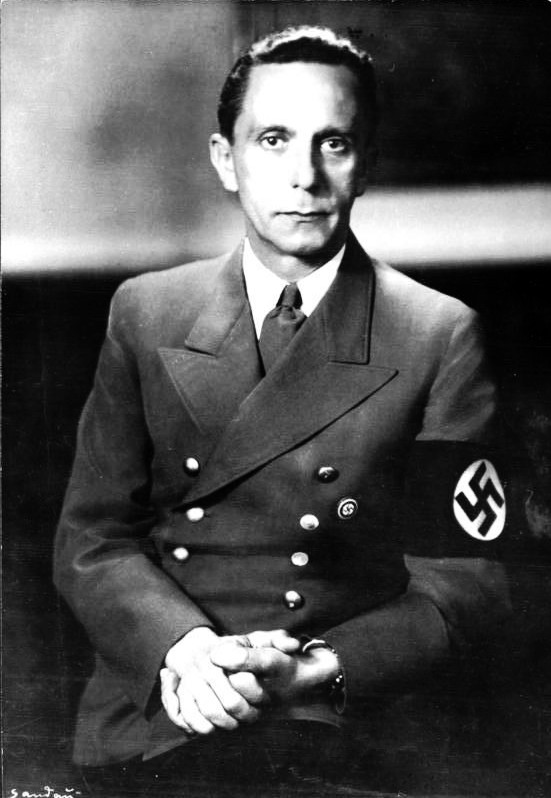
Joseph Goebbels führte das Ministerium als Reichsminister für Volksaufklärung und Propaganda

Das RMVP wuchs stetig. Es startete 1933 mit fünf Abteilungen und 350 Beschäftigten. Ein erster Geschäftsverteilungsplan vom 1. Oktober 1933 nannte sieben Abteilungen: Verwaltung und Recht (I), Propaganda (II), Rundfunk (III), Presse (IV), Film (V), Theater, Musik und Kunst (VI) und Abwehr (VII, mit dem Untertitel „Lügenabwehr im In- und Auslande“).
Folgende Gliederung wurde 1933 eingerichtet:
- Ministerbüro mit fünf Mitarbeitern
- Staatssekretär, zugleich Pressechef der Reichsregierung
- Abteilung I mit einem Hauptbüro Verwaltung, drei Referaten und der Registratur: Erich Greiner
- Abteilung II mit zehn Referaten: Wilhelm Haegert
- Abteilung III mit drei Referaten: Horst Dreßler-Andreß
- Abteilung IV, gleichzeitig Presseabteilung der Reichsregierung mit elf Referaten: Kurt Jahncke (bis April 1936)
- Abteilung V mit drei Referaten: Ernst Seeger
- Abteilung VI mit drei Referaten: Otto Laubinger (bis † 1935)
- Abteilung VII mit acht Referaten: Hermann Demann (bis 1935), Franz Xaver Hasenöhrl (ab 1935)

Mit dem Geschäftsverteilungsplan vom November 1942 hatte das RMVP folgende Gliederung:
- Ministeramt mit Adjutant, persönlichen Referenten und Pressereferenten des Ministers (10 Mitarbeiter)
- Staatssekretäre Leopold Gutterer, Reichspressechef Otto Dietrich, Hermann Esser
- Haushaltsabteilung (H) mit elf Referaten; dem Abteilungsleiter waren das Hauptbüro und die Hausverwaltung unterstellt
- Personalabteilung (Pers) mit sieben Referaten
- Propagandaabteilung (Pro) mit zehn Referaten
- Presseabteilung der Reichsregierung:
  - I. Abteilung Deutsche Presse (DP) mit dreizehn Referaten
  - II. Abteilung Auslandspresse (AP) mit neunzehn Referaten
  - III. Abteilung Zeitschriftenpresse (ZP) mit fünf Referaten
- Auslandsabteilung (A) mit fünf Gruppen
- Fremdenverkehrsabteilung (FV) mit vier Referaten
- Rundfunkabteilung (Rfk) mit acht Referaten
- Filmabteilung (F) mit fünf Referaten
- Schrifttumsabteilung (S) mit acht Referaten
- Theaterabteilung (T) mit sieben Referaten, bis September 1944, dann in der neuen Abteilung Kultur (Kult) integriert
- Abteilung Bildende Kunst (BK) mit vier Referaten, bis September 1944, dann in der neuen Abteilung Kultur (Kult) integriert
- Musikabteilung (M) mit zehn Referaten, bis September 1944, dann in der neuen Abteilung Kultur (Kult) integriert
- Abteilung Reichsverteidigung (RV) mit sechs Referaten
- vier Generalreferate, welche direkt dem Staatssekretär Gutterer unterstellt waren
- Presseaufnahmestelle

1939 arbeiteten hier bereits 2000 Angestellte in 17 Abteilungen. Von 1933 bis 1941 stieg der Etat des RMVP von 14 auf 187 Millionen Reichsmark. Dem Reichsminister für Volksaufklärung und Propaganda, Joseph Goebbels, unterstanden schließlich drei Staatssekretäre und die von ihnen geleiteten Abteilungen:

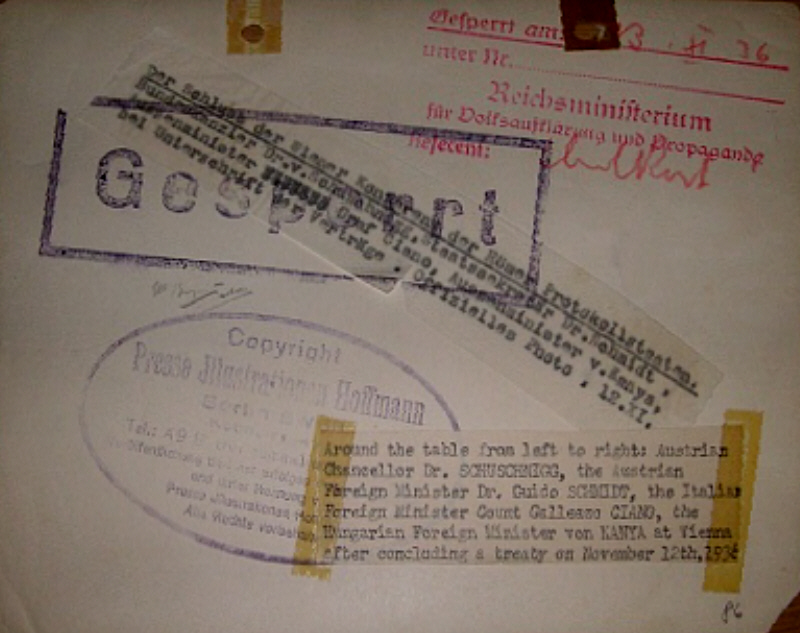
Sperrvermerk zu österreichisch-italienischen Verhandlungen, 1936

- Staatssekretär I – Walther Funk (1933–1937), Otto Dietrich (1937–1945)
  - Deutsche Presse – Hans Fritzsche (1939–1942)
  - Auslandpresse – Karl Bömer (1938–1941), Ernst Brauweiler (1942–1945)
  - Zeitschriftenpresse – Wilfrid Bade (1938–1945)
- Staatssekretär II – Karl Hanke (1937–1940), Leopold Gutterer (1940–1944), Werner Naumann (1944–1945)
  - Haushalt – Karl Ott (1933–1945)
  - Recht – Hans Schmidt-Leonhardt (1933–1945)
  - Propaganda – Wilhelm Haegert (1933–1937), Leopold Gutterer (1938–1940)
  - Rundfunk – Horst Dreßler-Andreß (1933–1938), Hans Kriegler
  - Film – Fritz Hippler (1940–1943)
  - Personal – Erich Müller (ab 1937)
  - Landesverteidigung
  - Ausland – Franz Xaver Hasenöhrl
  - Theater – Rainer Schlösser (1935–1944), ab 1944 Abteilung Kultur unter Schlössers Leitung
  - Musik – Heinz Drewes (1937–1944), ab 1944 Abteilung Kultur unter dem Leiter der ehemaligen Abteilung Theater
  - Schrifttum – Karl Heinz Hederich (1937–1938)
  - Bildende Kunst – Franz Hofmann (1938–1940), ab 1944 Abteilung Kultur unter dem Leiter der ehemaligen Abteilung Theater
- Staatssekretär III – Hermann Esser (1935–1945)
  - Fremdenverkehr – Fritz Mahlo (1939–1945)

Abteilung Film
Mit der Eingliederung der Abteilung V (Film) wurde das Propagandaministerium zur wichtigsten Körperschaft für den deutschen Film neben der Reichskulturkammer und der Reichsfilmkammer. Die Führung der Abteilung übernahm 1933 Ernst Seeger, der seit 1924 bereits die oberste Filmzensurbehörde der Weimarer Republik, die Filmprüfstelle, geleitet hatte. 1939 folgte Fritz Hippler und im April 1944 Hans Hinkel.
Die Abteilung hatte fünf Ressorts:
- Filmwesen und Lichtspielgesetz
- Filmwirtschaft
- Filmwesen im Ausland
- Filmwochenschauen
- Filmdramaturgie

1938 kam als weiteres Ressort die Deutsche Filmakademie Babelsberg dazu.
Der Leiter der Filmabteilung konnte, wie Goebbels selbst, Ideen und Themen vorschlagen, Drehbücher in Auftrag geben und Filme, die beispielsweise militärischen oder außenpolitischen Interessen dienten, mit allen zur Verfügung stehenden Mitteln unterstützen. Andererseits waren er und sein Dienstherr berechtigt, Fehler des „Geschmacks“ und „künstlerische Irrtümer“ zu bereinigen und missliebige Filmprojekte ganz zu unterbinden. Der Leiter der Abteilung Film übernahm auch die Verantwortung für die Herstellung bestimmter abendfüllender Dokumentarfilme. Ihm unterstand außerdem die Deutsche Wochenschau, deren Chef zunächst Hans Weidemann und ab 1939 ebenfalls Fritz Hippler war. Der Leiter der Abteilung Film überwachte die Fertigstellung der Wochenschauen und sorgte dafür, dass sie günstig in den Kinoprogrammen platziert wurden.

## Einfluss des RMVP auf Presse, Film und Rundfunk

### Reichspressekonferenz
Hauptinstrument der inhaltlichen Presselenkung war die Reichspressekonferenz, die seit dem 1. Juli 1933 täglich im RMVP stattfand. Ausgewählte Pressevertreter erhielten dort oftmals sehr detaillierte Anweisungen, welche Meldungen in welcher Form zu veröffentlichen seien. Die Weisungen betrafen alle Teile der Berichterstattung und hatten mitunter recht banale Vorgänge zum Gegenstand. Verbote und ausdrückliche Sprachregelungen wurden zunächst eher selten erlassen, es sollte die vollkommene inhaltliche Uniformierung der Tagespresse vermieden werden.
Vielmehr beruhte die Presselenkung des RMVP auf einem Prinzip  indirekter Vor- und direkter Nachzensur. Nach Sichtung der entsprechenden Artikel erfolgten Lob und Tadel aus dem Ministerium.
Die Zahl der Presseanweisungen zwischen 1933 und 1945 beläuft sich auf 80.000 bis 100.000 Stück. Die meisten Verstöße wurden bei der Deutschen Allgemeinen Zeitung, beim Berliner Tageblatt und bei der Frankfurter Zeitung festgestellt.
Die Teilnehmer der Reichspressekonferenz waren verpflichtet, die ergangenen Anweisungen nach erfolgter Umsetzung zu vernichten. Weil er die Anweisungen des RMVP an die ausländische Presse übermittelt hatte, saß der Journalist Walter Schwerdtfeger bis 1945 wegen Landesverrats im Zuchthaus.
Aber auch Mitarbeiter der Frankfurter Zeitung und des Dienstes nationaler Tageszeitungen widersetzten sich dem Gebot und versteckten ihre Mitschriften. Sie liegen noch im Bundesarchiv als ZSg. 102 und ZSg. 101; unter der Signatur ZSg. 110 sind Mitschriften des Metger-Sonderdienstes, einer dem Deutschen Nachrichtenbüro unterstellten Korrespondenz, überliefert. Zeitungen, die keine Korrespondenten in Berlin hatten, erhielten die Anweisungen schriftlich als „Vertrauliche Informationen“ (ZSg. 109 im Bundesarchiv).
Weitere Pressekonferenzen:
- Kulturpressekonferenz (einmal wöchentlich seit Juli 1936)
- Glossenkonferenz (unregelmäßig seit Oktober 1938)
- Wirtschaftspressekonferenz
- Pressekonferenz für Korrespondenten der ausländischen Presse (zweimal täglich seit März 1938 vom RMVP, einmal täglich vom Auswärtigen Amt)

### Filmzensur
Am 9. Februar 1934 bezeichnet Goebbels in einer Rede vor der Reichsfachschaft Film den Film als „eines der modernsten und weitreichendsten Mittel der Beeinflussung der Massen“, das es überhaupt gebe.
An der Praxis der Filmzensur änderte sich nach Gründung des RMVP zunächst nur wenig. Die seit 1920 bestehenden Prüf- und Oberprüfstellen (insbesondere die zentrale Filmprüfstelle) wurden in die Abteilung Film des RMVP eingegliedert, deren Leitung Ministerialrat Ernst Seeger übernahm, der bereits seit 1919 die Reichsfilmstelle im Reichsministerium des Innern geleitet hatte. Erst 1934 nach der Novellierung des Reichslichtspielgesetzes änderte sich die Prüfpraxis. Zum einen war „die Verletzung des nationalsozialistischen, sittlichen und künstlerischen Empfindens“ als Verbotsgrund in das Gesetz aufgenommen worden. Zum anderen musste jedes Filmvorhaben noch vor Drehbeginn genehmigt werden, nachdem der Reichsfilmdramaturg die Drehbücher kontrolliert hatte.

### Die Deutsche Wochenschau
Der Abteilung Film des RMVP unterstand zudem Die Deutsche Wochenschau, die ab 1940 begann, die Presse bei der Beeinflussung des öffentlichen Bewusstseins abzulösen, und die sich während des Zweiten Weltkriegs zu einem erstrangigen Propagandainstrument entwickelte. Über 300 Filmberichterstatter, zum Teil als Bestandteil sogenannter Propagandakompanien, waren im Auftrag des Oberkommandos der Wehrmacht in Heer, Marine und Luftwaffe sowie Waffen-SS im Einsatz, deren Material zentral vom RMVP bearbeitet und vertont wurde. Neben der Kriegsberichterstattung wurden aktuelle politische und kulturelle Ereignisse propagandistisch aufbereitet.
Die sorgsam inszenierten Filmberichte fanden beim Kinopublikum großen Anklang und entfalteten eine beträchtliche Propagandawirkung. 1942 erreichte Die deutsche Wochenschau, die in nahezu allen deutschen Kinos als 20-minütige Zusammenstellung verschiedener Filmberichte vor dem Hauptfilm gezeigt wurde, bereits 20 Millionen Kinozuschauer pro Woche.

### Rundfunk
Mit einer Verordnung vom 30. Juni 1933 wurden die regionalen Rundfunkanstalten gleichgeschaltet und der dem RMVP unterstellten Reichs-Rundfunk-Gesellschaft angegliedert. Auf Veranlassung von Joseph Goebbels wurde zum 1. Januar 1939 für den Reichsrundfunk die Bezeichnung Großdeutscher Rundfunk eingeführt. Er sendete ab Juni 1940 ein Einheitsprogramm für das Reich.

## Überschneidungen der Kompetenzbereiche
Zahlreiche Aufgaben des Propagandaministeriums überschnitten sich mit den Kompetenzbereichen anderer Organisationen, die durch ein komplexes Personalgeflecht untereinander verbunden waren und zum Teil ebenfalls der Leitung von Joseph Goebbels unterstanden. Als Berufsorganisation kontrollierte und überwachte die Reichskulturkammer unter anderem Kulturschaffende in Theater, Rundfunk, Film und Presse. Auf Parteiebene gab es zudem drei Reichsleiter mit Medienkompetenzen, deren Zuständigkeitsbereiche sich überschnitten: den Reichspropagandaleiter der NSDAP, Joseph Goebbels, den Reichsleiter für die Presse der NSDAP, Max Amann, und den Reichspressechef der NSDAP, Otto Dietrich. Letzterer war als Vizepräsident der Reichspressekammer wiederum Untergebener des Präsidenten der Reichskulturkammer Joseph Goebbels. Mitunter kam es aufgrund von Machtkämpfen, persönlichen Feindschaften und gegenseitigen Abhängigkeiten zu widersprüchlichen Weisungen der verschiedenen Stellen. Bei den Olympischen Sommerspielen 1936 lag die unmittelbare Zuständigkeit bei dem für den Sport zuständigen Reichsinnenministerium. Da Goebbels sich aber bereits drei Tage nach Dienstantritt mit Theodor Lewald, dem Präsidenten des Organisationskomitees, getroffen und weitgehende Verabredungen getroffen hatte, konnte er sich entsprechend auf allen Ebenen einbringen. Durch den Olympiafilm von Leni Riefenstahl ist der Erfolg der Propaganda noch immer sichtbar.
Für die Auslandspropaganda beanspruchte das Auswärtige Amt die Generalkompetenz und blieb beispielsweise in der italieninternen Berichterstattung bestimmend; im Umgang mit dem Achsenpartner war diplomatisches Feingefühl gefragt. Da Vorschriften und Verbote gegenüber einem souveränen Staat nicht angebracht waren, überschwemmte das Amt das italienische Propagandaministerium stattdessen mit fertigen Nachrichten aus aller Welt – Nachrichten, die detaillierter und aktueller ausfielen als das Material der italienischen Korrespondenten, und daher häufig von Zeitung und Rundfunk übernommen wurden. Obwohl der Führerbefehl vom 8. September 1939 die Führungsrolle des Auswärtigen Amtes in der Auslandspropaganda eindeutig festlegte, ließen Goebbels und sein Ministerium bis Kriegsende nicht davon ab, sich in diesen Bereich einzumischen.